# 福島競馬場
福島競馬場（ふくしまけいばじょう/ 英: Fukushima Racecourse）は、福島県福島市松浪町にある中央競馬の競馬場である。

## 概要

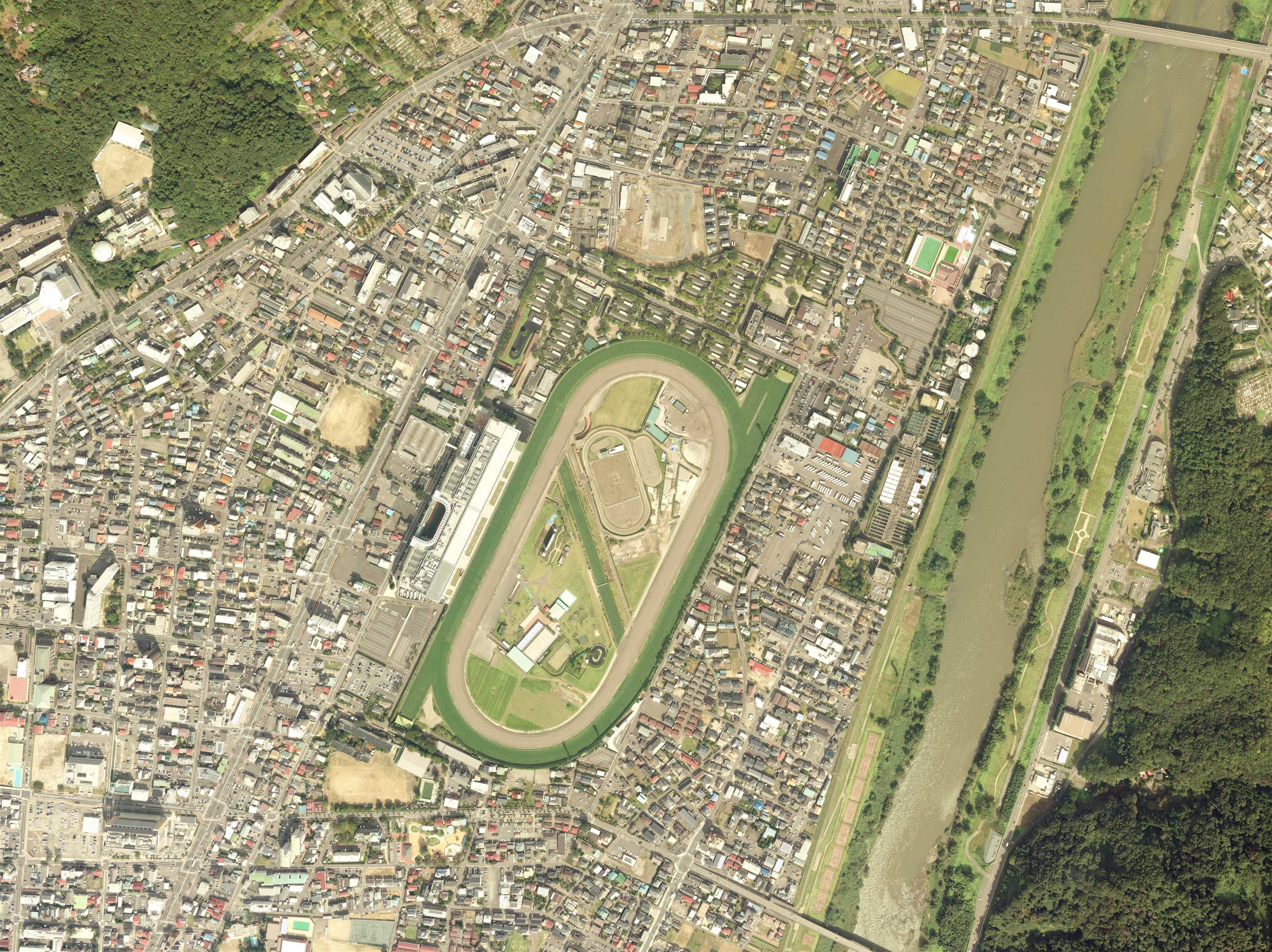
福島競馬場周辺の空中写真。2016年撮影。

開設は1918年（初開催は同年6月28日）で、1997年にリニューアルされた。
毎年4・6-7・11月の3開催・20日間に渡って開催される。このうち、夏（6～7月）の開催は東日本地区の主場開催として開催される。
中央競馬を開催する競馬場では最も小さく、レースの大半を1勝クラス（旧500万円以下）条件戦と未勝利戦が占めている。ドイツ連邦共和国のバーデンバーデン競馬場と提携しており、交換競走も行われている (バーデンバーデンカップ = 3勝クラス (旧1600万下)特別、2019年までオープン特別)。
薄暮競走は行われていない（2011年から2023年は東日本大震災の影響による省エネ対策の一環で薄暮競走自体は実施していなかったが、2024年から暑熱対策のために事実上再開）が、2013年から第2回相当の7月の開催について、最終競走の発走を16時半に繰り下げて開催している。

## 歴史
静岡県の藤枝競馬倶楽部から移転の形で公認競馬を誘致した福島競馬倶楽部が使用する競馬場として、1918年に建設され同年6月に初の競馬が開催された。1937年の秋季開催からは主催が日本競馬会に移行されたが第二次世界大戦のため1943年限りで競馬開催が休止。終戦後には食糧難対策として農場として使用された。国営競馬移管後の1949年9月に競馬開催が再開。1954年からは日本中央競馬会に移管され現在に至っている。
- 1923年から1937年の春季開催には帝室御賞典が施行された。日本競馬会移管以降は重賞に相当する競走は施行されなかったが、1965年にオープン特別として施行されていた七夕賞・福島記念が格上げされる形で創設された。
- 1929年6月8日 - 現在までに史上唯一となる全頭落馬による不成立レースが発生。
- 1972年は前年からの馬インフルエンザ騒動の影響で1・2月の中央競馬関東開催が中止された振替として急遽春季開催が組まれ、例年正月競馬重賞として組まれている日刊スポーツ賞金杯が当競馬場で4月30日に施行された。
- 1931年春季開催には日本で初めての複勝式馬券を発売、1999年第3回開催にはワイド（拡大馬連）の先行発売、2002年第1回開催には馬単・3連複の先行発売と全国導入に先駆けて新種の馬券を導入することが多かった。
- 1947年8月17日 - 昭和天皇の行幸（昭和天皇の戦後巡幸）[4]。競馬場に奉迎場が設営され、天皇は約3万人の市民による万歳三唱に応えた[5]。
- 1952年10月 - 第7回国民体育大会秋季大会の馬術競技会場となる[6]。
- 1987年6月 - 大型映像ディスプレイ竣工。
- 1995年8月6日 - この日の開催を最後にスタンド改築工事による休催期間に入った[7]。
- 1997年6月15日 - スタンド改築工事による休催期間が終わり、競馬を再開した[8]。
- 2003年 - 日程の見直しが行われ、前年までの夏1開催・秋2開催から春・夏・秋各1開催に変更。これに伴いカブトヤマ記念が秋から春に移行したが、この年の開催を以て廃止となり、2004年よりこれに替わる重賞競走として福島牝馬ステークスが創設される[9][10]。
- 2007年に行われた競馬法施行規則の改定で、全10競馬場年間288日間の開催日程の範囲であれば原則8日間の1開催の日程を調整したうえで増減できるようになったことから、2008年以後「馬場保護と競走馬の安定した出走サイクル確保」の観点という名目で4月の第1回開催を6日間、10-11月の第3回開催を10日間にそれぞれ変更している（これに付随して、中京競馬場での開催も3月の第1回を10日間、12月の第3回を6日間にそれぞれ変更している）。
- 2010年4月17日に前晩からの降雪で開催中止となった。福島競馬場において競馬開催が降雪で中止になったのは初めて。また、福島を含むJRAの全競馬場（中央競馬）において、4月に競馬開催が降雪で中止になった前例もない[11]。
- 2011年
  - 3月11日に発生した東日本大震災（東北地方太平洋沖地震、並びにそれに伴って発生した東京電力福島第一原子力発電所事故。以下原発事故も東日本大震災に含む）により競馬場施設が甚大な被害を受けた。
  - 3月22日 - 一連の東日本大震災により第1回開催は新潟競馬場で代替開催されることが発表[12]。この影響で第1回新潟競馬は開催日数が2日繰り上がって開催。福島牝馬ステークス (GIII)が4月23日に開催されることも併せて発表された。
  - 4月19日 - 第2回開催も開催中止が決定。代替競馬は中山競馬場で開催[13]。
  - 6月30日 - 第3回開催も開催中止が決定。代替競馬は新潟競馬場で開催。この影響で、10月15日から11月20日の12日間、福島競馬の代替で第5回新潟競馬が開催されることが発表、この開催の最終日に福島記念が組まれることとなった。新潟で行われたため、福島のフルゲートを超える18頭が出走した[14]。
  - 年間を通じて1度も開催されなかったのは改修工事が行われた1996年以来15年ぶりのことだった。
- 2012年
  - 4月7日 - 一連の東日本大震災発生により1年間にわたり休止になっていたが、原発事故の影響による放射性物質の除染を目的とした芝コースの一部張替えやダートコースの砂入れ替え、施設復旧工事を終え、この日より「福島復興祈念競馬」として約1年半ぶりの競馬開催を再開した[15]。
  - 4月21日 - 福島競馬再開後初の重賞、福島牝馬ステークス (GIII)が施行。
- 2013年
  - 4月21日 - 降雪により開催中止となった。福島競馬場での降雪による中止は2010年4月17日以来3年ぶりであり、積雪による中止の最も遅い日の記録を更新した。代替開催は4月29日に施行されたため第1回の最終週は3日間開催となった。
- 2020年の第1・2回開催全日はCOVID-19の流行により客を入れずに「無観客競馬」として開催。
- 2021年
  - 2月13日に発生した福島県沖地震により、天井パネルやスプリンクラーが破損するなどの影響が出て翌14日のパークウインズとしての営業を中止した[16]。4月10日からの福島競馬開催を目指して復旧作業を急いでいたが、当初の予想よりも被害が大きく開催を断念。新潟競馬場で代替開催が行われることが決まった[17][18]。
  - 第1回開催（当初の第2回日程）全日は前述の地震の影響による来場者エリアの復旧に時間を要するため、客を入れずに「無観客競馬」として開催[19]。
- 2022年
  - 3月16日に発生した福島県沖地震により、パークウインズに一部破損が認められるため19日から21日の営業を中止。また、施設の点検調査への時間所要が考慮され、第1回福島競馬の第1日・第2日となる4月9日・10日の開催を中止することになった[20]。その後、復旧箇所が広範囲にわたるという理由で、パークウインズとしての営業休止を3月27日まで延長（ただし3月26日・27日は払い戻しのみ実施、3月28日の平日払い戻しは休止）し、4月2日から利用エリアの一部制限を加えたうえで営業再開とすること、また4月9日開幕予定とした第1回福島開催の開幕を実質順延し、4月16日から5月1日までとしたうえで、無観客開催とすることが発表された[21]。

## コース概要

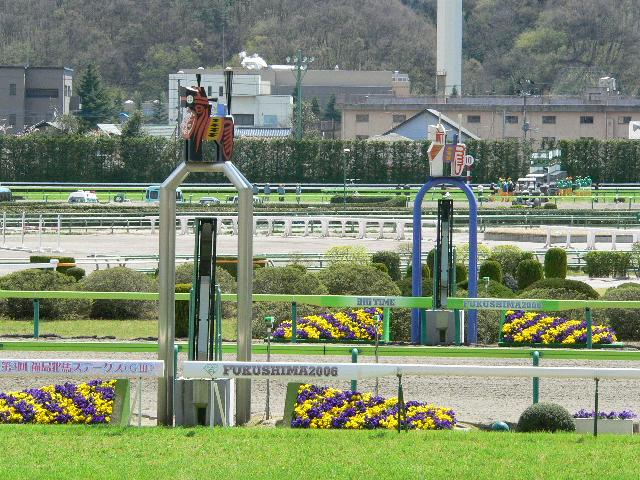
福島競馬場のゴール板（2006年4月22日撮影）

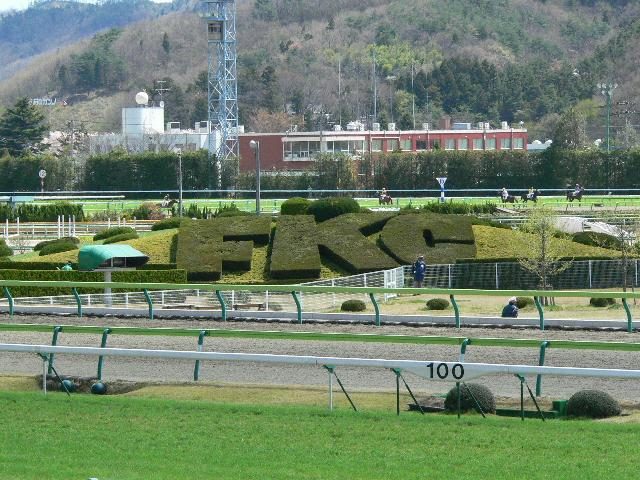
福島競馬場のバンケット（2006年4月22日撮影）

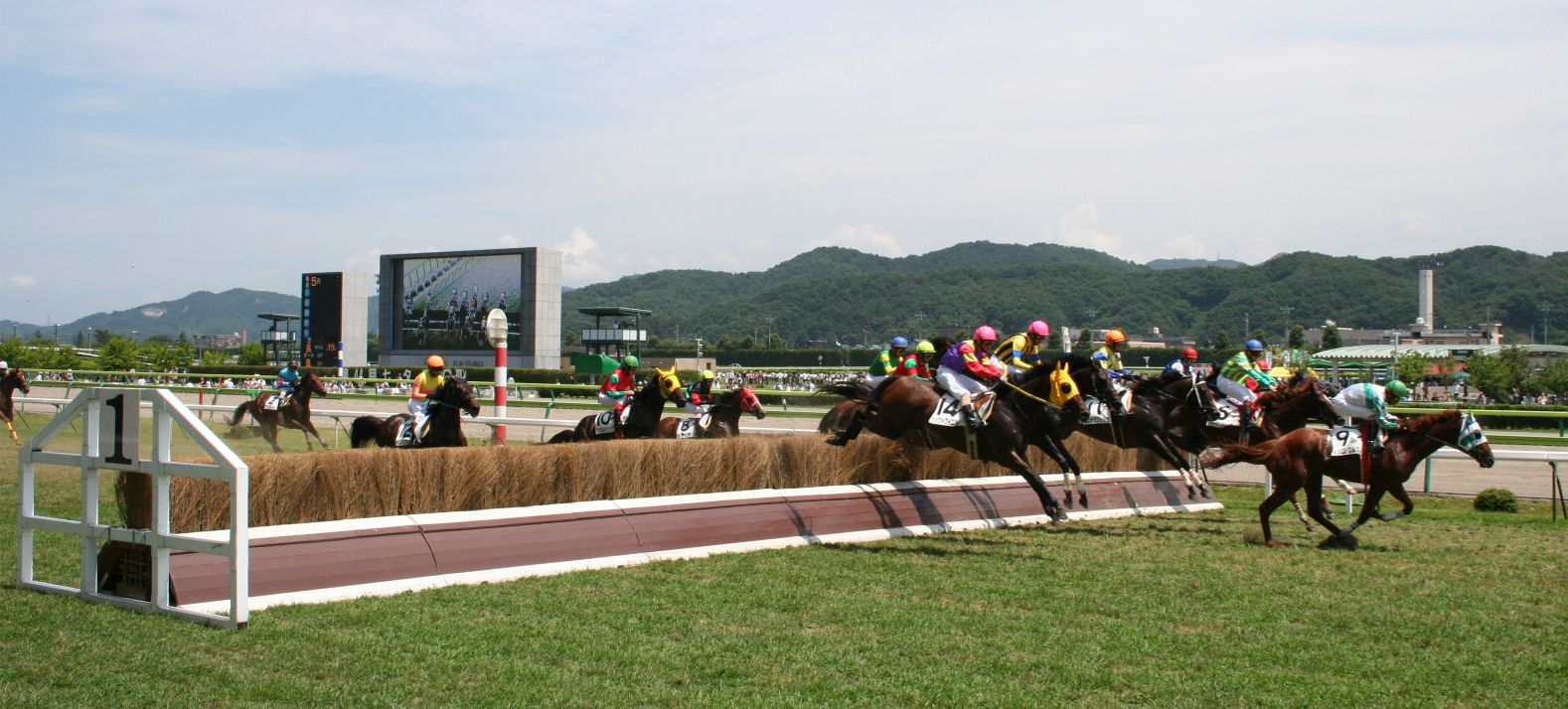
福島競馬場第1号障害（置き障害、2008年7月13日撮影）

周回コースで芝コースが外側、ダートコースが内側に配置されており、ともに平地競走では右回りでレースが施行される。1997年に完成したスタンド改装工事と同時に馬場の全面改修も行われた。

### 芝コース
決勝戦残り170 m から50 m までの位置に1.2 m の登り坂がある。コース全体の高低差は1.9 m 。障害競走が行なわれる時はレース開始前に芝コース上に非常設の竹柵障害が5つ設置され、終了後に撤去される。
- 1周距離: Aコース1600.0 m, Bコース1614.4 m, Cコース1628.1 m[23]
- 直線距離: Aコース292.0 m, Bコース297.5 m, Cコース299.7 m[23]
- コース幅員: Aコース25 - 27 m, Bコース22.5 - 25 m, Cコース20-23m[23]
- 距離設定: 1000 m, 1200 m, 1700 m, 1800 m, 2000 m, 2600 m[23]
- 出走可能頭数(フルゲート): 1200 m, 1800 m (A/Bコース), 2000 m, 2600 m (A/Bコース)は16頭、その他は14頭[24]

### ダートコース
2004年に同コースの改修が行なわれた際に、第2コーナー方向にポケット地点が設けられ1,150 mの発走地点が新たに設定された。JRAで唯一、100 m 単位で割り切れない同距離はスタート後に約100メートルほど芝の上を走りその後ダートに入るコースとなっており、中山競馬場ダート1,200 mに似た形態となっている。また同時に向正面のコース幅が20 mから25 mに、正面スタンド前のコース幅が20 mから23 mに拡幅され、出走可能頭数（フルゲート）の増加を実現した。
- 一周距離: 1444.6 m[23]
- 直線距離: 295.7 m[23]
- コース幅員: 20 - 25 m[23]
- 距離設定: 1000 m, 1150 m, 1700 m, 2400 m[23]
- 出走可能頭数(フルゲート): 1000 mは12頭, 1150 m・2400 mは16頭, 1700 mは15頭[24]

### 障害コース
新潟競馬場、中京競馬場と同様に、障害競走実施時は芝コースの一部を使用する。第3コーナーから第1コーナーには馬場を斜めに横切る形で、障害競走に使用される襷コースが設けられており、山型のバンケットが配置されている。バンケットの馬場側にはツツジで「FKC」の文字が施されているが、これは福島競馬倶楽部（福島競馬場創設時の主催団体）のローマ字表記の頭文字である。1996年の馬場改修工事の際に撤去する方針であったが、地元からの要望があり残すこととなった。障害競走の場合、発走地点から襷コースに入るまでは逆回りで走り、同コースを通過後は順回り（右回り）となる。
過去には第2コーナーから第4コーナーにかけての襷コースも存在し、生垣障害が3つ配置されていた（1989年の走路改修工事の際に廃止）。現存する襷コースと合わせてクロス状に襷が走っている構成だった。2007年までは埒が設置されておらず、植え込みでコースを区切っていたが2008年開催より内外ともに埒が設置されるようになった。以前の襷にあった2号障害は水壕だったが、その後人工竹柵障害に変更。さらに2008年よりグリーンウォールに変更となった。オープン戦と未勝利で高さを変更できるユニット式である。
2013年までは、年間の障害競走数は主場扱いとなる夏季の6レースのみであった。2014年からは、障害競走の開催が第3場を基本とすることに伴い、基本的に全ての開催で行われるようになる。
- 距離設定: 2750 m (Aコース), 2770 m (Bコース), 2800 m (Cコース), 3350 m (Aコース), 3380 m (Bコース), 3410 m (Cコース)[23]
- 出走可能頭数(フルゲート): 14頭 (距離・コース問わず)[24]

## アクセス
公共交通機関

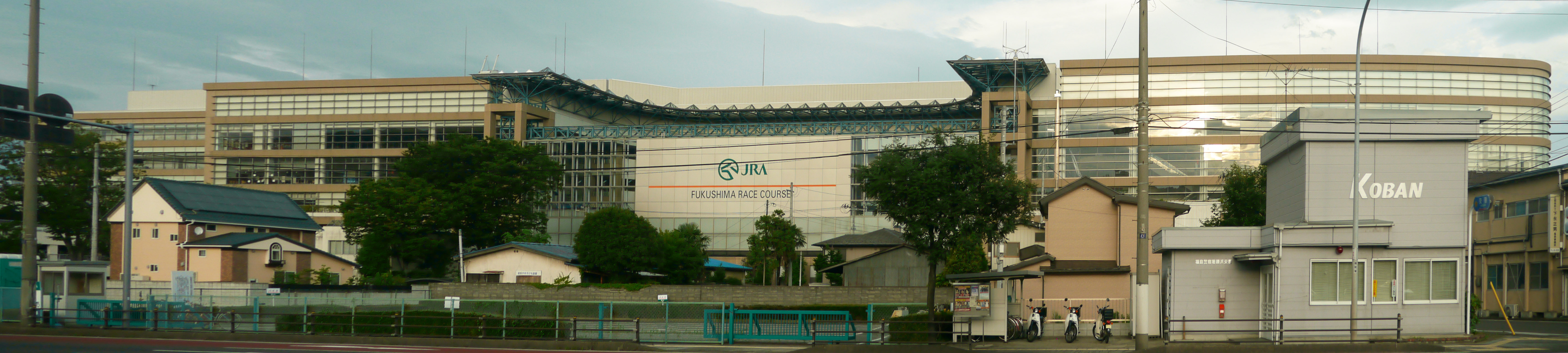
国道4号から見た福島競馬場

- 福島駅東口2・3番のりばから福島交通バスで約15分「年金事務所入口」(210円) もしくは「競馬場前」(230円)下車。
- 開催日に宮城県仙台市より直通する高速バス仙台 - 福島線が延長運転を実施。

車
- 東北自動車道福島西ICから車で15分、福島松川SICからは福島県道52号土湯温泉線・福島県道114号福島安達線・国道4号福島南バイパス経由で20分。

## スタンド

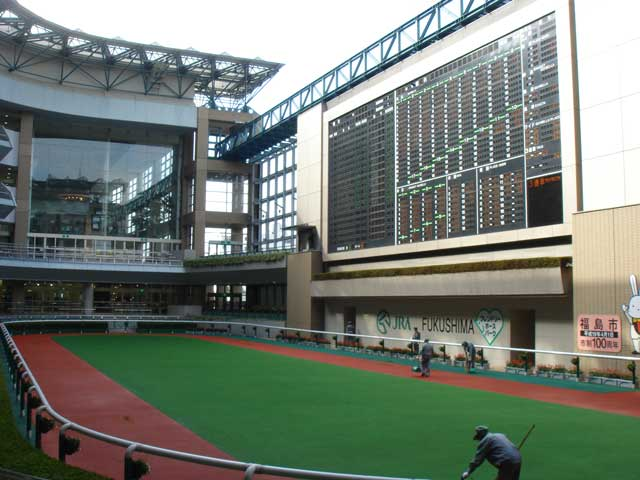
福島競馬場パドック

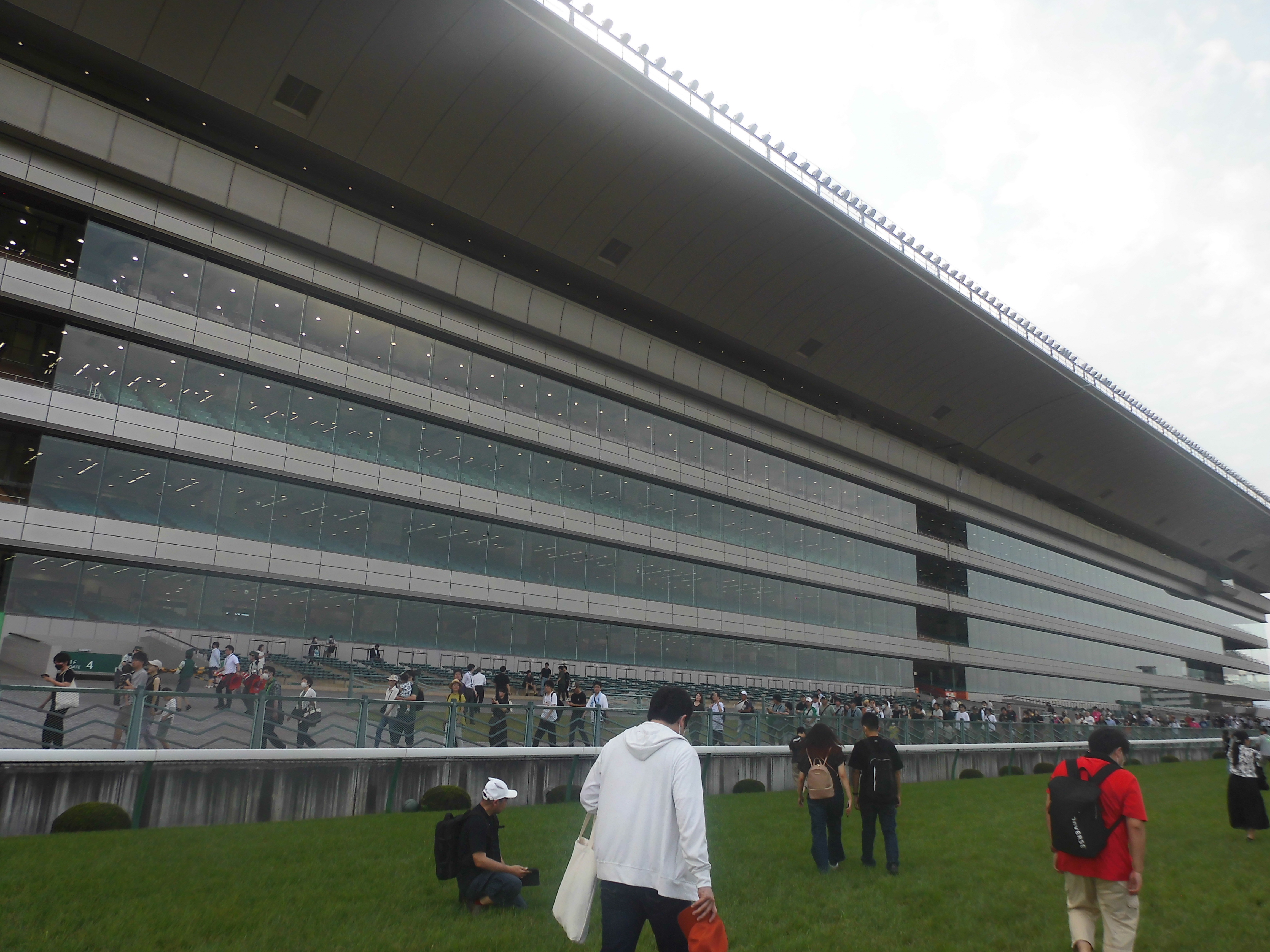
福島競馬場スタンド

スタンドは6階建てで、1階から3階までは一般席・シニア席、4階が指定席・シニア席、5階が馬主・貴賓席、指定席、6階は業務区域となっている。2階以上はガラス張りである。道路を挟んで向かい側に立体駐車場がありスタンド2階とは連絡通路で直結している。
指定席はA指定席（4階559席、1500円・入場料別）とB指定席（4階608席、1000円・入場料別）C指定席（5階616席、500円・入場料別）がある。
パドックはスタンド2階にある。土地を有効活用するためにこのような形式がとられた。パドックの下はファストフードコーナーとなっている。

### 地方競馬の場外発売

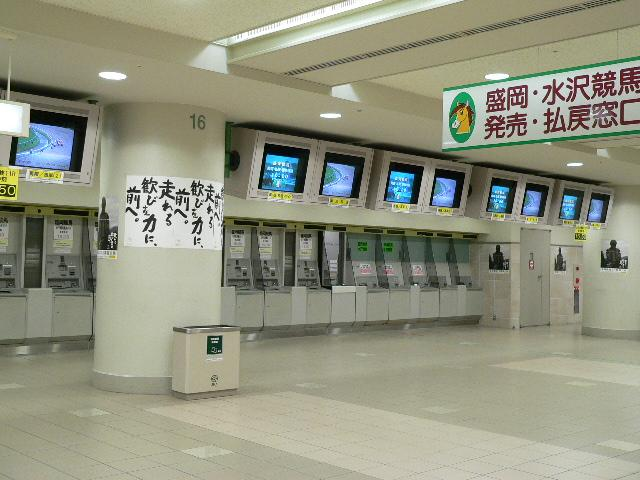
福島競馬場内の岩手県競馬投票所（2007年6月30日撮影）

1998年から、スタンド1階の一部エリアに岩手競馬（盛岡競馬場・水沢競馬場）の場外発売所が設けられ、福島競馬開催日（JRAの場外発売日を含む）に岩手競馬が開催されている場合は場外発売が行われていたが、2011年3月6日をもって閉鎖された。このほか、盛岡競馬場でダートグレード競走が施行される場合は、その当日にも場外発売が行われる場合もあった。
通常は岩手競馬以外の地方競馬の競走は発売されないが、2003年11月3日には大井競馬場で施行されたジャパンブリーディングファームズカップ(JBC)の馬券が発売された。また、全国規模でJBCの馬券を中央競馬の施設で発売するための対応として、同日の中央競馬の開催は福島競馬1か所のみの変則日程となった。
岩手競馬の最終競走発走時刻が中央競馬よりも遅いことが多く、発売所の滞留者数は最終競走時に最も多くなっていた。

### 場内ミニFM
場内ではミニFM放送で各放送局の音声を送信している。周波数は以下のとおり。
- 87.5 MHz … ラジオNIKKEI第1放送
- 88.0 MHz … ラジオNIKKEI第2放送
- 88.5 MHz … ラジオ福島

## 重賞競走
GIII
- 福島牝馬ステークス
- ラジオNIKKEI賞
- 七夕賞(サマー2000シリーズ指定競走)
- 福島記念[注 1]

廃止
- 福島大賞典
- カブトヤマ記念

## レコードタイム
出典：JRA公式サイト 中央競馬レコードタイム 福島競馬場
- †は基準タイム。
- 2024年6月30日現在

### 芝コース（2歳）
| 距離  | タイム | 競走馬           | 性別 | 斤量 | 騎手     | 記録年月日     |
| ----- | ------ | ---------------- | ---- | ---- | -------- | -------------- |
| 1000m | 0:57.1 | コスモユウコリン | 牝   | 54kg | 吉田隼人 | 2008年6月21日  |
| 1200m | 1:08.5 | ペイシャオブロー | 牡   | 56kg | 柴山雄一 | 2014年11月16日 |
| 1700m | 1:41.5 | コンドルクエスト | 牡   | 55kg | 北村宏司 | 2003年10月25日 |
| 1800m | 1:46.2 | マイネルサーパス | 牡   | 55kg | 丹内祐次 | 2018年11月4日  |
| 2000m | 1:59.9 | タルトオポム     | 牡   | 54kg | 横山和生 | 2013年11月16日 |

### 芝コース（3歳以上）
| 距離  | タイム | 競走馬             | 性齢 | 斤量   | 騎手     | 記録年月日     |
| ----- | ------ | ------------------ | ---- | ------ | -------- | -------------- |
| 1000m | 0:56.7 | ブライティアリーフ | 牝3  | 50kg   | 野崎孝仁 | 2000年7月15日  |
| 1200m | 1:07.0 | シルキーラグーン   | 牝5  | 54kg   | 田中勝春 | 2005年6月19日  |
| 1700m | 1:40.4 | スパークトウショウ | 牝5  | 55kg   | 吉田豊   | 1998年7月4日   |
| 1800m | 1:45.3 | アンブラスモア     | 牡4  | 56kg   | 松永幹夫 | 1998年6月21日  |
| 1800m | 1:45.3 | オフトレイル       | 牡3  | 56kg   | 田辺裕信 | 2024年6月30日  |
| 2000m | 1:57.3 | ダイワファルコン   | 牡6  | 57.5kg | 川須栄彦 | 2013年11月17日 |
| 2600m | 2:37.3 | サクセスパシュート | 牡4  | 57kg   | 吉田隼人 | 2012年11月3日  |

### ダートコース（2歳）
| 距離  | タイム | 競走馬             | 性別 | 斤量 | 騎手     | 記録年月日     |
| ----- | ------ | ------------------ | ---- | ---- | -------- | -------------- |
| 1000m | 0:59.1 | ベガスカラノテガミ | 牡   | 53kg | 菊沢隆徳 | 1997年10月25日 |
| 1150m | 1:07.4 | ニシノミズカゼ     | 牝   | 54kg | 田辺裕信 | 2020年7月12日  |
| 1700m | 1:45.1 | コトホドサヨウニ   | 牡   | 54kg | 城戸義政 | 2023年11月18日 |

### ダートコース（3歳以上）
| 距離  | タイム | 競走馬             | 性齢 | 斤量 | 騎手     | 記録年月日     |
| ----- | ------ | ------------------ | ---- | ---- | -------- | -------------- |
| 1000m | 0:58.0 | オースノムスメ     | 牝3  | 50kg | 黛弘人   | 2007年10月20日 |
| 1150m | 1:06.1 | ダンシングプリンス | 牡4  | 57kg | 三浦皇成 | 2020年7月12日  |
| 1700m | 1:42.6 | ワールドタキオン   | 牡5  | 58kg | 角田大和 | 2023年11月19日 |
| 2400m | 2:30.2 | サンアスレチック   | 騸4  | 56kg | 的場勇人 | 2008年4月20日  |

### 障害
| 距離    | タイム  | 競走馬             | 性齢 | 斤量 | 騎手       | 記録年月日     |
| ------- | ------- | ------------------ | ---- | ---- | ---------- | -------------- |
| 芝2750m | 2:57.2  | ヴェイルネビュラ   | 騸6  | 60kg | 小野寺祐太 | 2024年4月6日   |
| 芝2770m | 2:59.3  | サナシオン         | 牡6  | 60kg | 西谷誠     | 2015年4月25日  |
| 芝2800m | 3:01.8† | エーシンジーライン | 牡9  | 60kg | 西谷誠     | 2014年11月15日 |
| 芝3350m | 3:39.0  | サンライズロイヤル | 牡5  | 60kg | 植野貴也   | 2014年10月25日 |
| 芝3380m | 3:38.5  | ラッキーストリーク | 牡5  | 60kg | 石神深一   | 2015年4月25日  |
| 芝3410m |         |                    |      |      |            |                |

## 福島競馬場でデビューしたGI級競走優勝馬
- タカエノカオリ(桜花賞）
- アパパネ（阪神ジュベナイルフィリーズ、桜花賞、オークス、秋華賞、ヴィクトリアマイル）
- サクセスブロッケン（フェブラリーステークス、ジャパンダートダービー、東京大賞典）
- オウケンブルースリ（菊花賞）
- コイウタ（ヴィクトリアマイル）
- ピンクカメオ（NHKマイルカップ）

## イベント
- 2004年から2007年まで夏季開催最終日に「福島超短距離ステークス」と題する交流イベントが行われた[26]。中央競馬の騎手とファンがそれぞれ4人1組のチームで芝コース200メートル (4 × 50 m)をリレーで競走するもの[26]で、若槻千夏や柴田善臣らがスターターを務め、福島大学吹奏楽団によるGIファンファーレの生演奏やラジオNIKKEIのアナウンサーによる場内実況のほか、ゲート式発馬機、ターフビジョン、着順掲示板も使い、実際の競馬の競走になぞらえた趣向がとられた[26]。
- 2009年は夏季開催最終日に、相馬野馬追甲冑競馬が行われた。
- 2012年11月18日には、近代競馬150周年記念イベントの一つとして、福島競馬場場内限定で実況マスターズが開催され、競馬中継に長年携わってきたアナウンサー6人が後半の6レースを1レースずつ担当した[27]。

| 担当レース | レース名・条件     | 担当アナウンサー |
| ---------- | ------------------ | ---------------- |
| 7R         | 3歳以上500万円以下 | 樋口忠正         |
| 8R         | 3歳以上500万円以下 | 蜂谷薫           |
| 9R         | 3歳以上500万円以下 | 馬場鉄志         |
| 10R        | 福島2歳ステークス  | 長岡一也         |
| 11R        | 福島記念 (GIII)    | 高橋雄一         |
| 12R        | 相馬特別           | 白川次郎         |

## その他
- 福島市と防災協定を結んでおり、災害時の緊急避難場所の指定を受けているほか、災害時の飲料水を確保する大型貯水槽を持つことで知られる。東日本大震災の際には避難者を受け入れていた。
- 中央競馬の競馬場で、開催日数に比して重賞競走が最も少ない。2012年まで施行していた障害競走の福島ジャンプステークスや、2歳馬限定競走の福島2歳ステークス (11月に芝1200m競走として開催)も、新潟や小倉(小倉2歳ステークスは2024年まで)と異なり、重賞の格付けがないオープン特別となっている。
- グレード制施行以来、唯一GII格以上の重賞が行われていない（他競馬場の振替・代替開催含む[注 2]）ダートによる重賞は競馬場開設から実施された実績がない。
- 元騎手の増沢末夫は現役時の通算勝利数2016勝のうち、福島で671勝している。
- ゴール板の上には、福島県郡山市西田町高柴デコ屋敷の伝統工芸品・郷土玩具である三春駒が飾られている。

## 競馬場前バス停
本施設至近の国道4号上に福島交通路線バス競馬場前、高速バスの福島競馬場の各バス停が設置されている。
1番ポール
- 伊達・上ヶ戸経由掛田駅前
- 伊達経由保原
- 伊達経由北福島医療センター
- 伊達経由湯野
- 信夫山循環4号線先回り
- 大波経由掛田駅前
- 宮代団地
- 文知摺観音・大波経由掛田駅前
- 日赤前・本内経由田町（伊達）
- 月の輪台団地
- 月の輪経由保原
- 月の輪経由梁川
- 月舘経由川俣
- 東部支所前経由月の輪台団地
- 桑折
- 藤田
- 高速　仙台空港 - 福島 - 会津若松線仙台空港方面（会津乗合自動車）

2番ポール
- 宮下町経由福島駅東口
- 直通・バイパス経由医大
- 福島駅東口
- 高速　仙台 - 福島線仙台方面（福島交通・宮城交通・JRバス東北）
- 高速　仙台空港 - 福島 - 会津若松線会津若松方面（会津乗合自動車）